# Lithgow
Lithgow – miasto w Australii, w stanie Nowa Południowa Walia, w północno-zachodniej części Gór Błękitnych. Około 18 750 mieszkańców.
W mieście rozwinął się przemysł lekki oraz ceramiczny.